# Florine van Bourgondië
Florine van Bourgondië (1083 – Akşehir, 1097) was een Franse kruisvaarder.

## Biografie
Florine van Bourgondië werd geboren als een dochter van hertog Odo I van Bourgondië en Sybille van Bourgondië. Volgens de kroniek van Albert van Aken nam Florine deel aan de Eerste Kruistocht samen met haar echtgenoot Sven de Kruisvaarder. Tijdens hun tocht door Cappadocië werden ze onderweg aangevallen door de Seltsjoeken. Er werden meerdere pijlen op haar afgeschoten en met zes pijlen in haar lichaam probeerde Florine op haar muilezel de slachting te ontvluchten. Ze werd echter ingehaald door haar aanvallers en werd vervolgens samen met haar man gedood.